# ATP-seizoen 2007
Het ATP-seizoen in 2007 bestond uit de internationale tennistoernooien, die door de ATP en ITF werden georganiseerd in het kalenderjaar 2007.
Het speelschema omvatte:
- 63 ATP-toernooien, bestaande uit de categorieën:
  - Tennis Masters Series: 9
  - ATP International Series Gold: 9
  - ATP International Series: 43
  - Tennis Masters Cup: eindejaarstoernooi voor de 8 beste tennissers/dubbelteams
  - World Team Cup: landenteamtoernooi, geen ATP-punten.
- 6 ITF-toernooien, bestaande uit de:
  - 4 grandslamtoernooien;
  - Davis Cup: landenteamtoernooi;
  - Hopman Cup: landenteamtoernooi voor gemengde tenniskoppels, geen ATP-punten.

## Verschillen met vorig jaar

### Regelwijzigingen
ATP
- ATP-toernooien (met uitzondering van de Tennis Masters Cup) mogen vanaf 2007 geen finales meer in "best-of-five" sets laten spelen. Dit om overbelasting van spelers te voorkomen. Alleen het Masters toernooi van Miami mocht bij uitzondering nog één keer de finale over "best-of-five" sets laten spelen.[1]

## Speelschema

### Januari
| Week van   | Toernooi                                                                                            | Winnaar(s)                              | Finalist(en)                                 | Uitslag finale      |         |
| ---------- | --------------------------------------------------------------------------------------------------- | --------------------------------------- | -------------------------------------------- | ------------------- | ------- |
| 1 januari  | Hopman Cup Perth, Australië ITF gemengd teamcompetitie AU$ 1.000.000 - hardcourt (i) - 8 teams (RR) | Rusland Dmitri Toersoenov Nadja Petrova | Spanje Tommy Robredo Anabel Medina Garrigues | 2-0                 | details |
| 1 januari  | Adelaide Int. Series IV $ 436.000 - hardcourt                                                       | Novak Đoković                           | Chris Guccione                               | 6-3, 6-7(6), 6-4    | details |
| 1 januari  | Adelaide Int. Series IV $ 436.000 - hardcourt                                                       | Wesley Moodie Todd Perry                | Novak Đoković Radek Štěpánek                 | 6-4, 3-6, [15-13]   | details |
| 1 januari  | Chennai Int. Series IV $ 436.000 - hardcourt                                                        | Xavier Malisse                          | Stefan Koubek                                | 6-1, 6-3            | details |
| 1 januari  | Chennai Int. Series IV $ 436.000 - hardcourt                                                        | Xavier Malisse Dick Norman              | Rafael Nadal Bartolomé Salvá Vidal           | 7-6(4), 7-6(4)      | details |
| 1 januari  | Doha Int. Series I $ 1.000.000 - hardcourt                                                          | Ivan Ljubičić                           | Andy Murray                                  | 6-4, 6-4            | details |
| 1 januari  | Doha Int. Series I $ 1.000.000 - hardcourt                                                          | Michail Joezjny Nenad Zimonjić          | Martin Damm Leander Paes                     | 6-1, 7-6(3)         | details |
| 8 januari  | Auckland Int. Series IV $ 436.000 - hardcourt                                                       | David Ferrer                            | Tommy Robredo                                | 6-4, 6-2            | details |
| 8 januari  | Auckland Int. Series IV $ 436.000 - hardcourt                                                       | Jeff Coetzee Rogier Wassen              | Simon Aspelin Chris Haggard                  | 6-7(9), 6-3, [10-2] | details |
| 8 januari  | Sydney Int. Series IV $ 436.000 - hardcourt                                                         | James Blake                             | Carlos Moyá                                  | 6-3, 5-7, 6-1       | details |
| 8 januari  | Sydney Int. Series IV $ 436.000 - hardcourt                                                         | Paul Hanley Kevin Ullyett               | Mark Knowles Daniel Nestor                   | 6-4, 6-7(3), [10-6] | details |
| 15 januari | Australian Open Grand Slam $ 7.297.050 - hardcourt                                                  | Roger Federer                           | Fernando González                            | 7-6(2), 6-4, 6-4    | details |
| 15 januari | Australian Open Grand Slam $ 7.297.050 - hardcourt                                                  | Bob Bryan Mike Bryan                    | Jonas Björkman Maks Mirni                    | 7-5, 7-5            | details |
| 15 januari | Australian Open Grand Slam $ 7.297.050 - hardcourt                                                  | Jelena Lichovtseva Daniel Nestor        | Viktoryja Azarenka Maks Mirni                | 6-4, 6-4            | details |
| 29 januari | Zagreb Int. Series IV $ 416.000 - tapijt (i)                                                        | Marcos Baghdatis                        | Ivan Ljubičić                                | 7-6(4), 4-6, 6-4    | details |
| 29 januari | Zagreb Int. Series IV $ 416.000 - tapijt (i)                                                        | Michael Kohlmann Alexander Waske        | František Čermák Jaroslav Levinský           | 7-6(5), 4-6, [10-5] | details |
| 29 januari | Viña del Mar Int. Series IV $ 448.000 - gravel                                                      | Luis Horna                              | Nicolás Massú                                | 7-5, 6-3            | details |
| 29 januari | Viña del Mar Int. Series IV $ 448.000 - gravel                                                      | Paul Capdeville Óscar Hernández         | Albert Montañés Rubén Ramírez Hidalgo        | 4-6, 6-4, [10-6]    | details |
| 29 januari | Delray Beach Int. Series IV $ 416.000 - hardcourt                                                   | Xavier Malisse                          | James Blake                                  | 5-7, 6-4, 6-4       | details |
| 29 januari | Delray Beach Int. Series IV $ 416.000 - hardcourt                                                   | Xavier Malisse Hugo Armando             | James Auckland Stephen Huss                  | 6-3, 6-7(4), [10-5] | details |

### Februari
| Week van    | Toernooi                                            | Winnaar(s)                              | Finalist(en)                          | Uitslag finale       |         |
| ----------- | --------------------------------------------------- | --------------------------------------- | ------------------------------------- | -------------------- | ------- |
| 12 februari | Costa do Sauípe Int. Series IV $ 456.000 - gravel   | Guillermo Cañas                         | Juan Carlos Ferrero                   | 7-6(4), 6-2          | details |
| 12 februari | Costa do Sauípe Int. Series IV $ 456.000 - gravel   | Lukáš Dlouhý Pavel Vízner               | Albert Montañés Rubén Ramírez Hidalgo | 6-2, 7-6(4)          | details |
| 12 februari | Marseille Int. Series III $ 600.000 - hardcourt (i) | Gilles Simon                            | Marcos Baghdatis                      | 6-3, 7-6(3)          | details |
| 12 februari | Marseille Int. Series III $ 600.000 - hardcourt (i) | Arnaud Clément Michaël Llodra           | Mark Knowles Daniel Nestor            | 7-5, 4-6, [10-8]     | details |
| 12 februari | San José Int. Series IV $ 416.000 - hardcourt (i)   | Andy Murray                             | Ivo Karlović                          | 6-7(3), 6-4, 7-6(2)  | details |
| 12 februari | San José Int. Series IV $ 416.000 - hardcourt (i)   | Eric Butorac Jamie Murray               | Chris Haggard Rainer Schüttler        | 7-5, 7-6(5)          | details |
| 19 februari | Buenos Aires Int. Series IV $ 445.000 - gravel      | Juan Mónaco                             | Alessio Di Mauro                      | 6-1, 6-2             | details |
| 19 februari | Buenos Aires Int. Series IV $ 445.000 - gravel      | Martín García Sebastián Prieto          | Albert Montañés Rubén Ramírez Hidalgo | 6-4, 6-2             | details |
| 19 februari | Memphis Int. Gold II $ 757.000 - hardcourt (i)      | Tommy Haas                              | Andy Roddick                          | 6-3, 6-2             | details |
| 19 februari | Memphis Int. Gold II $ 757.000 - hardcourt (i)      | Eric Butorac Jamie Murray               | Julian Knowle Jürgen Melzer           | 7-5, 6-3             | details |
| 19 februari | Rotterdam Int. Gold II $ 925.000 - hardcourt (i)    | Michail Joezjny                         | Ivan Ljubičić                         | 6-2, 6-4             | details |
| 19 februari | Rotterdam Int. Gold II $ 925.000 - hardcourt (i)    | Martin Damm Leander Paes                | Andrei Pavel Alexander Waske          | 6-3, 6-7(5), [10-7]  | details |
| 26 februari | Dubai Int. Gold I $ 1.500.000 - hardcourt           | Roger Federer                           | Michail Joezjny                       | 6-4, 6-3             | details |
| 26 februari | Dubai Int. Gold I $ 1.500.000 - hardcourt           | Fabrice Santoro Nenad Zimonjić          | Mahesh Bhupathi Radek Štěpánek        | 7-5, 6-7(3) , [10-7] | details |
| 26 februari | Acapulco Int. Gold II $ 757.000 - gravel            | Juan Ignacio Chela                      | Carlos Moyá                           | 6-3, 7-6(2)          | details |
| 26 februari | Acapulco Int. Gold II $ 757.000 - gravel            | Potito Starace Martín Vassallo Argüello | Lukáš Dlouhý Pavel Vízner             | 6-0, 6-2             | details |
| 26 februari | Las Vegas Int. Series IV $ 416.000 - hardcourt      | Lleyton Hewitt                          | Jürgen Melzer                         | 6-4, 7-6(10)         | details |
| 26 februari | Las Vegas Int. Series IV $ 416.000 - hardcourt      | Bob Bryan Mike Bryan                    | Jonathan Erlich Andy Ram              | 7-6(6) , 6-2         | details |

### Maart
| Week van | Toernooi                                           | Winnaar(s)               | Finalist(en)             | Uitslag finale       |         |
| -------- | -------------------------------------------------- | ------------------------ | ------------------------ | -------------------- | ------- |
| 5 maart  | Indian Wells Master Series $ 3.450.000 - hardcourt | Rafael Nadal             | Novak Đoković            | 6-2, 7-5             | details |
| 5 maart  | Indian Wells Master Series $ 3.450.000 - hardcourt | Martin Damm Leander Paes | Jonathan Erlich Andy Ram | 6-4, 6-4             | details |
| 19 maart | Miami Master Series $ 3.450.000 - hardcourt        | Novak Đoković            | Guillermo Cañas          | 6-3, 6-2, 6-4        | details |
| 19 maart | Miami Master Series $ 3.450.000 - hardcourt        | Bob Bryan Mike Bryan     | Martin Damm Leander Paes | 6-7(7) , 6-3, [10-7] | details |

### April
| Week van | Toernooi                                       | Winnaar(s)                            | Finalist(en)                       | Uitslag finale      |         |
| -------- | ---------------------------------------------- | ------------------------------------- | ---------------------------------- | ------------------- | ------- |
| 9 april  | Valencia Int. Series IV II $ 416.000 - gravel  | Nicolás Almagro                       | Potito Starace                     | 4-6, 6-2, 6-1       | details |
| 9 april  | Valencia Int. Series IV II $ 416.000 - gravel  | Wesley Moodie Todd Perry              | Yves Allegro Sebastián Prieto      | 7-5, 7-5            | details |
| 9 april  | Houston Int. Series IV $ 416.000 - gravel      | Ivo Karlović                          | Mariano Zabaleta                   | 6-4, 6-1            | details |
| 9 april  | Houston Int. Series IV $ 416.000 - gravel      | Bob Bryan Mike Bryan                  | Mark Knowles Daniel Nestor         | 7-6(3), 6-4         | details |
| 16 april | Monte Carlo Master Series $ 2.450.000 - gravel | Rafael Nadal                          | Roger Federer                      | 6-4, 6-4            | details |
| 16 april | Monte Carlo Master Series $ 2.450.000 - gravel | Bob Bryan Mike Bryan                  | Julien Benneteau Richard Gasquet   | 6-2, 6-1            | details |
| 16 april | Barcelona Int. Gold I $ 1.000.000 - gravel     | Rafael Nadal                          | Guillermo Cañas                    | 6-3, 6-4            | details |
| 16 april | Barcelona Int. Gold I $ 1.000.000 - gravel     | Andrei Pavel Alexander Waske          | Rafael Nadal Bartolomé Salvá Vidal | 6-4, 7-6(1)         | details |
| 16 april | Casablanca Int. Series IV $ 416.000 - gravel   | Paul-Henri Mathieu                    | Albert Montañés                    | 6-1, 6-1            | details |
| 16 april | Casablanca Int. Series IV $ 416.000 - gravel   | Jordan Kerr David Škoch               | Łukasz Kubot Oliver Marach         | 7-6(4), 1-6, [10-4] | details |
| 30 april | München Int. Series IV $ 416.000 - gravel      | Philipp Kohlschreiber                 | Michail Joezjny                    | 2-6, 6-3, 6-4       | details |
| 30 april | München Int. Series IV $ 416.000 - gravel      | Philipp Kohlschreiber Michail Joezjny | Jan Hájek Jaroslav Levinský        | 6-1, 6-4            | details |
| 30 april | Estoril Int. Series III $ 625.000 - gravel     | Novak Đoković                         | Richard Gasquet                    | 7-6(7), 0-6, 6-1    | details |
| 30 april | Estoril Int. Series III $ 625.000 - gravel     | Marcelo Melo André Sá                 | Martín García Sebastián Prieto     | 3-6, 6-2, [10-6]    | details |

### Mei
| Week van | Toernooi                                      | Winnaar(s)                     | Finalist(en)                      | Uitslag finale      |         |
| -------- | --------------------------------------------- | ------------------------------ | --------------------------------- | ------------------- | ------- |
| 7 mei    | Rome Master Series $ 2.450.000 - gravel       | Rafael Nadal                   | Fernando González                 | 6-2, 6-2            | details |
| 7 mei    | Rome Master Series $ 2.450.000 - gravel       | Fabrice Santoro Nenad Zimonjić | Bob Bryan Mike Bryan              | 6-4, 6-7(4), [10-7] | details |
| 14 mei   | Hamburg Master Series $ 2.450.000 - gravel    | Roger Federer                  | Rafael Nadal                      | 2-6, 6-2, 6-0       | details |
| 14 mei   | Hamburg Master Series $ 2.450.000 - gravel    | Bob Bryan Mike Bryan           | Paul Hanley Kevin Ullyett         | 6-3, 6-4            | details |
| 21 mei   | Pörtschach Int. Series IV $ 416.000 - gravel  | Juan Mónaco                    | Gaël Monfils                      | 7-6(3), 6-0         | details |
| 21 mei   | Pörtschach Int. Series IV $ 416.000 - gravel  | Simon Aspelin Julian Knowle    | Leoš Friedl David Škoch           | 7-6(6), 5-7, [10-5] | details |
| 27 mei   | Roland Garros Grand Slam $ 9.334.930 - gravel | Rafael Nadal                   | Roger Federer                     | 6-3, 4-6, 6-3, 6-4  | details |
| 27 mei   | Roland Garros Grand Slam $ 9.334.930 - gravel | Mark Knowles Daniel Nestor     | Lukáš Dlouhý Pavel Vízner         | 2-6, 6-3, 6-4       | details |
| 27 mei   | Roland Garros Grand Slam $ 9.334.930 - gravel | Nathalie Dechy Andy Ram        | Katarina Srebotnik Nenad Zimonjić | 7-5, 6-3            | details |

### Juni
| Week van | Toernooi                                   | Winnaar(s)                    | Finalist(en)                   | Uitslag finale                |         |
| -------- | ------------------------------------------ | ----------------------------- | ------------------------------ | ----------------------------- | ------- |
| 11 juni  | Londen Int. Series II $ 800.000 - gras     | Andy Roddick                  | Nicolas Mahut                  | 4-6, 7-6(7), 7-6(2)           | details |
| 11 juni  | Londen Int. Series II $ 800.000 - gras     | Mark Knowles Daniel Nestor    | Lukáš Dlouhý Pavel Vízner      | 2-6, 6-3, 6-4                 | details |
| 11 juni  | Halle Int. Series II $ 800.000 - gras      | Tomáš Berdych                 | Marcos Baghdatis               | 7-5, 6-4                      | details |
| 11 juni  | Halle Int. Series II $ 800.000 - gras      | Simon Aspelin Julian Knowle   | Fabrice Santoro Nenad Zimonjić | 6-4, 7-6(5)                   | details |
| 18 juni  | Rosmalen Int. Series IV $ 416.000 - gras   | Ivan Ljubičić                 | Peter Wessels                  | 7-6(5), 4-6, 7-6(4)           | details |
| 18 juni  | Rosmalen Int. Series IV $ 416.000 - gras   | Jeff Coetzee Rogier Wassen    | Martin Damm Leander Paes       | 3-6, 7-6(5), [12-10]          | details |
| 18 juni  | Nottingham Int. Series IV $ 416.000 - gras | Ivo Karlović                  | Arnaud Clément                 | 3-6, 6-4, 6-4                 | details |
| 18 juni  | Nottingham Int. Series IV $ 416.000 - gras | Eric Butorac Jamie Murray     | Joshua Goodall Ross Hutchins   | 4-6, 6-3, [10-5]              | details |
| 25 juni  | Wimbledon Grand Slam $ 10.098.359 - gras   | Roger Federer                 | Rafael Nadal                   | 7-6(7), 4-6, 7-6(3), 2-6, 6-2 | details |
| 25 juni  | Wimbledon Grand Slam $ 10.098.359 - gras   | Arnaud Clément Michaël Llodra | Bob Bryan Mike Bryan           | 6-7(5), 6-3, 6-4, 6-4         | details |
| 25 juni  | Wimbledon Grand Slam $ 10.098.359 - gras   | Jamie Murray Jelena Janković  | Jonas Björkman Alicia Molik    | 6-4, 3-6, 6-1                 | details |

### Juli
| Week van | Toernooi                                          | Winnaar(s)                             | Finalist(en)                             | Uitslag finale      |         |
| -------- | ------------------------------------------------- | -------------------------------------- | ---------------------------------------- | ------------------- | ------- |
| 9 juli   | Gstaad Int. Series IV $ 496.000 - gravel          | Paul-Henri Mathieu                     | Andreas Seppi                            | 6-7(1), 6-4, 7-5    | details |
| 9 juli   | Gstaad Int. Series IV $ 496.000 - gravel          | František Čermák Pavel Vízner          | Marc Gicquel Florent Serra               | 7-5, 5-7, [10-7]    | details |
| 9 juli   | Newport Int. Series IV $ 416.000 - gras           | Fabrice Santoro                        | Nicolas Mahut                            | 6-4, 6-4            | details |
| 9 juli   | Newport Int. Series IV $ 416.000 - gras           | Jordan Kerr Jim Thomas                 | Nathan Healey Igor Koenitsyn             | 6-3, 7-5            | details |
| 9 juli   | Båstad Int. Series IV $ 416.000 - gravel          | David Ferrer                           | Nicolás Almagro                          | 6-1, 6-2            | details |
| 9 juli   | Båstad Int. Series IV $ 416.000 - gravel          | Simon Aspelin Julian Knowle            | Martín García Sebastián Prieto           | 6-2, 6-4            | details |
| 16 juli  | Stuttgart Int. Gold II $ 757.000 - gravel         | Rafael Nadal                           | Stanislas Wawrinka                       | 6-4, 7-5            | details |
| 16 juli  | Stuttgart Int. Gold II $ 757.000 - gravel         | František Čermák Leoš Friedl           | Guillermo García López Fernando Verdasco | 6-4, 6-4            | details |
| 16 juli  | Los Angeles Int. Series IV $ 525.000 - hardcourt  | Radek Štěpánek                         | James Blake                              | 7-6(7), 5-7, 6-2    | details |
| 16 juli  | Los Angeles Int. Series IV $ 525.000 - hardcourt  | Bob Bryan Mike Bryan                   | Scott Lipsky Martin David                | 7-6(5), 6-2         | details |
| 16 juli  | Amersfoort Int. Series IV $ 525.000 - gravel      | Steve Darcis                           | Werner Eschauer                          | 6-1, 7-6(1)         | details |
| 16 juli  | Amersfoort Int. Series IV $ 525.000 - gravel      | Juan-Pablo Brzezicki Juan-Pablo Guzman | Robin Haase Rogier Wassen                | 6-2, 6-0            | details |
| 23 juli  | Kitzbühel Int. Gold II $ 735.000 - gravel         | Juan Mónaco                            | Potito Starace                           | 5-7, 6-3, 6-4       | details |
| 23 juli  | Kitzbühel Int. Gold II $ 735.000 - gravel         | Luis Horna Potito Starace              | Tomas Behrend Christopher Kas            | 7-6(4), 7-6(5)      | details |
| 23 juli  | Indianapolis Int. Series IV $ 525.000 - hardcourt | Dmitri Toersoenov                      | Frank Dancevic                           | 6-4, 7-5            | details |
| 23 juli  | Indianapolis Int. Series IV $ 525.000 - hardcourt | Juan Martín del Potro Travis Parrott   | Tejmoeraz Gabasjvili Ivo Karlović        | 3-6, 6-2, [10-6]    | details |
| 23 juli  | Umag Int. Series IV $ 416.000 - gravel            | Carlos Moyá                            | Andrei Pavel                             | 6-4, 6-2            | details |
| 23 juli  | Umag Int. Series IV $ 416.000 - gravel            | Lukáš Dlouhý Michal Mertiňák           | Jaroslav Levinský David Škoch            | 6-1, 6-1            | details |
| 30 juli  | Sopot Int. Series IV $ 500.000 - gravel           | Tommy Robredo                          | José Acasuso                             | 7-5, 6-0            | details |
| 30 juli  | Sopot Int. Series IV $ 500.000 - gravel           | Mariusz Fyrstenberg Marcin Matkowski   | Martín García Sebastián Prieto           | 6-1, 6-1            | details |
| 30 juli  | Washington Int. Series III $ 600.000 - hardcourt  | Andy Roddick                           | John Isner                               | 6-4, 7-6(4)         | details |
| 30 juli  | Washington Int. Series III $ 600.000 - hardcourt  | Bob Bryan Mike Bryan                   | Jonathan Erlich Andy Ram                 | 7-6(5), 3-6, [10-7] | details |

### Augustus
| Week van    | Toernooi                                         | Winnaar(s)                     | Finalist(en)                         | Uitslag finale      |         |
| ----------- | ------------------------------------------------ | ------------------------------ | ------------------------------------ | ------------------- | ------- |
| 6 augustus  | Montréal Master Series $ 2.450.000 - hardcourt   | Novak Đoković                  | Roger Federer                        | 7-6(2), 2-6, 7-6(2) | details |
| 6 augustus  | Montréal Master Series $ 2.450.000 - hardcourt   | Mahesh Bhupathi Pavel Vízner   | Paul Hanley Kevin Ullyett            | 6-4, 6-4            | details |
| 13 augustus | Cincinnati Master Series $ 2.450.000 - hardcourt | Roger Federer                  | James Blake                          | 6-1, 6-4            | details |
| 13 augustus | Cincinnati Master Series $ 2.450.000 - hardcourt | Jonathan Erlich Andy Ram       | Bob Bryan Mike Bryan                 | 4-6, 6-3, [13-11]   | details |
| 20 augustus | New Haven Int. Series III $ 675.000 - hardcourt  | James Blake                    | Mardy Fish                           | 7-5, 6-4            | details |
| 20 augustus | New Haven Int. Series III $ 675.000 - hardcourt  | Mahesh Bhupathi Nenad Zimonjić | Mariusz Fyrstenberg Marcin Matkowski | 6-3, 6-3            | details |
| 27 augustus | US Open Grand Slam $ 7.950.000 - hardcourt       | Roger Federer                  | Novak Đoković                        | 7-6(4), 7-6(2), 6-4 | details |
| 27 augustus | US Open Grand Slam $ 7.950.000 - hardcourt       | Simon Aspelin Julian Knowle    | Lukáš Dlouhý Pavel Vízner            | 7-5, 6-4            | details |
| 27 augustus | US Open Grand Slam $ 7.950.000 - hardcourt       | Maks Mirni Viktoryja Azarenka  | Leander Paes Meghann Shaughnessy     | 6-4, 7-6(6)         | details |

### September
| Week van     | Toernooi                                     | Winnaar(s)                            | Finalist(en)                       | Uitslag finale      |         |
| ------------ | -------------------------------------------- | ------------------------------------- | ---------------------------------- | ------------------- | ------- |
| 10 september | Peking Int. Series IV $ 500.000 - hardcourt  | Fernando González                     | Tommy Robredo                      | 6-1, 3-6, 6-1       | details |
| 10 september | Peking Int. Series IV $ 500.000 - hardcourt  | Rik De Voest Ashley Fisher            | Chris Haggard Lu Yen-hsun          | 6-7(3), 6-0, [10-6] | details |
| 10 september | Boekarest Int. Series IV $ 416.000 - gravel  | Gilles Simon                          | Victor Hănescu                     | 4-6, 6-3, 6-2       | details |
| 10 september | Boekarest Int. Series IV $ 416.000 - gravel  | Oliver Marach Michal Mertiňák         | Martín García Sebastián Prieto     | 7-6(2), 7-6(8)      | details |
| 24 september | Mumbai Int. Series IV $ 416.000 - hardcourt  | Richard Gasquet                       | Olivier Rochus                     | 6-3, 6-4            | details |
| 24 september | Mumbai Int. Series IV $ 416.000 - hardcourt  | Robert Lindstedt Jarkko Nieminen      | Rohan Bopanna Aisam-ul-Haq Qureshi | 7-6(3), 7-6(5)      | details |
| 24 september | Bangkok Int. Series IV $ 550.000 - hardcourt | Dmitri Toersoenov                     | Benjamin Becker                    | 6-2, 6-1            | details |
| 24 september | Bangkok Int. Series IV $ 550.000 - hardcourt | Sonchat Ratiwatana Sanchai Ratiwatana | Michaël Llodra Nicolas Mahut       | 3-6, 7-5, [10-7]    | details |

### Oktober
| Week van   | Toernooi                                               | Winnaar(s)                            | Finalist(en)                         | Uitslag finale |         |
| ---------- | ------------------------------------------------------ | ------------------------------------- | ------------------------------------ | -------------- | ------- |
| 1 oktober  | Tokio Int. Gold II $ 832.000 - hardcourt               | David Ferrer                          | Richard Gasquet                      | 6-1, 6-2       | details |
| 1 oktober  | Tokio Int. Gold II $ 832.000 - hardcourt               | Jordan Kerr Robert Lindstedt          | Frank Dancevic Stephen Huss          | 6-4, 6-4       | details |
| 1 oktober  | Metz Int. Series IV $ 416.000 - hardcourt (i)          | Tommy Robredo                         | Andy Murray                          | 0-6, 6-2, 6-3  | details |
| 1 oktober  | Metz Int. Series IV $ 416.000 - hardcourt (i)          | Arnaud Clément Michaël Llodra         | Mariusz Fyrstenberg Marcin Matkowski | 6-1, 6-4       | details |
| 8 oktober  | Wenen Int. Gold II $ 755.000 - hardcourt (i)           | Novak Đoković                         | Stanislas Wawrinka                   | 6-4, 6-0       | details |
| 8 oktober  | Wenen Int. Gold II $ 755.000 - hardcourt (i)           | Mariusz Fyrstenberg Marcin Matkowski  | Tomas Behrend Christopher Kas        | 6-4, 6-2       | details |
| 8 oktober  | Moskou Int. Series I $ 1.000.000 - tapijt (i)          | Nikolaj Davydenko                     | Paul-Henri Mathieu                   | 7-5, 7-6(9)    | details |
| 8 oktober  | Moskou Int. Series I $ 1.000.000 - tapijt (i)          | Marat Safin Dmitri Toersoenov         | Tomáš Cibulec Lovro Zovko            | 6-4, 6-2       | details |
| 8 oktober  | Stockholm Int. Series II $ 800.000 - hardcourt (i)     | Ivo Karlović                          | Thomas Johansson                     | 6-3, 3-6, 6-1  | details |
| 8 oktober  | Stockholm Int. Series II $ 800.000 - hardcourt (i)     | Jonas Björkman Maks Mirni             | Arnaud Clément Michaël Llodra        | 6-4, 6-4       | details |
| 15 oktober | Madrid Master Series $ 2.450.000 - hardcourt (i)       | David Nalbandian                      | Roger Federer                        | 1-6, 6-3, 6-3  | details |
| 15 oktober | Madrid Master Series $ 2.450.000 - hardcourt (i)       | Bob Bryan Mike Bryan                  | Mariusz Fyrstenberg Marcin Matkowski | 6-3, 7-6(4)    | details |
| 22 oktober | Bazel Int. Series I $ 1.000.000 - tapijt (i)           | Roger Federer                         | Jarkko Nieminen                      | 6-3, 6-4       | details |
| 22 oktober | Bazel Int. Series I $ 1.000.000 - tapijt (i)           | Bob Bryan Mike Bryan                  | James Blake Mark Knowles             | 6-1, 6-1       | details |
| 22 oktober | Lyon Int. Series II $ 800.000 - tapijt (i)             | Sébastien Grosjean                    | Marc Gicquel                         | 7-6(5), 6-4    | details |
| 22 oktober | Lyon Int. Series II $ 800.000 - tapijt (i)             | Sébastien Grosjean Jo-Wilfried Tsonga | Łukasz Kubot Lovro Zovko             | 6-4, 6-3       | details |
| 22 oktober | Sint-Petersburg Int. Series I $ 1.000.000 - tapijt (i) | Andy Murray                           | Fernando Verdasco                    | 6-2, 6-3       | details |
| 22 oktober | Sint-Petersburg Int. Series I $ 1.000.000 - tapijt (i) | Daniel Nestor Nenad Zimonjić          | Jürgen Melzer Todd Perry             | 6-1, 7-6(3)    | details |
| 29 oktober | Parijs Master Series $ 2.450.000 - tapijt (i)          | David Nalbandian                      | Rafael Nadal                         | 6-4, 6-0       | details |
| 29 oktober | Parijs Master Series $ 2.450.000 - tapijt (i)          | Bob Bryan Mike Bryan                  | Daniel Nestor Nenad Zimonjić         | 6-3, 7-6(4)    | details |

### November
| Week van    | Toernooi                                               | Winnaar(s)                 | Finalist(en)                | Uitslag finale |         |
| ----------- | ------------------------------------------------------ | -------------------------- | --------------------------- | -------------- | ------- |
| 11 november | Tennis Masters Cup Masters $ 4.450.000 - hardcourt (i) | Roger Federer              | David Ferrer                | 6-2, 6-3, 6-2  | details |
| 11 november | Tennis Masters Cup Masters $ 4.450.000 - hardcourt (i) | Mark Knowles Daniel Nestor | Simon Aspelin Julian Knowle | 6-2, 6-3       | details |

## Statistieken toernooien

### Toernooien per ondergrond
| Ondergrond   | Aantal | Buiten/binnen | Aantal |
| ------------ | ------ | ------------- | ------ |
| Hardcourt    | 32     | Buiten        | 22     |
| Hardcourt    | 32     | Binnen        | 10     |
| Gravel       | 24     | Buiten        | 24     |
| Gravel       | 24     | Binnen        | 0      |
| Tapijt       | 6      | Binnen        | 6      |
| Gras         | 6      | Buiten        | 6      |
| Verschillend | 1      | Verschillend  | 1      |
| Totaal       | 69     |               |        |

### Best of five finales enkelspel
| Categorie                     | Aantal |
| ----------------------------- | ------ |
| Grand Slams                   | 4/4    |
| Tennis Masters Cup            | 1/1    |
| Tennis Masters Series         | 1/9    |
| ATP International Series Gold | 0/9    |
| ATP International Series      | 0/43   |
| World Team Cup                | 0/1    |
| ITF evenementen               | 1/2    |
| Totaal                        | 7/69   |